# 叶祖珪
葉祖珪（1852年—1905年），字桐侯，福州閩侯人，清末著名海軍將領。

## 生平
曾祖和祖父曾任縣令，父葉汝欽為塾師，1867年，考入福州船政學堂第一期駕駛班。1871年7月畢業，船政第一期畢業，1876年冬天以「才具优异」出國留學英國，通過格林威治皇家海軍學院入學考試並進入就讀，次年先上“索來克伯林”號裝甲戰列艦實習，後又調至“芬昔勃爾”號巡洋艦，歷游地中海、大西洋，"于行军布阵及一切战守之法无不谙练"。
1880年4月，叶祖珪與薩鎮冰、林永昇、方伯谦留学三年期满回国，1881年授都司。1887年2月，與鄧世昌、林永昇、邱寶仁等前往英、德接收致遠、靖遠、经遠、来遠四舰。1888年10月，北洋海军正式成军。1894年9月17日，中日甲午之戰爆發，葉祖珪率靖遠艦參加黃海海戰。1895年1月20日，日军在荣成龙须岛登陆，向威海卫进犯。2月9日，中午时分，"靖远"舰中弹，祖珪被小轮船救起，送往刘公岛。甲午戰敗，北洋水师覆没，1895年4月17日，和邱寶仁、薩鎮冰、李鼎新、林穎啟被“暂时革职，听候查办”，待罪天津。
1899年，清廷重建北洋水師，撤銷了叶祖珪的革職處分，授為北洋水師統領，與薩鎮冰一起擔負重振北洋水師的大任。是年，義大利派軍艦6艘來華恫嚇，強索浙江三門灣為租界，下达通牒威胁清廷，以示決絕。「海天」艦管帶劉冠雄向葉祖珪建議：「義人遠涉重洋，主客異勢，勞逸殊形，況我有海天、海容、海籌、海琛等艦，尚堪一戰」。葉祖珪極表贊同，陳於朝廷，將通牒退回。義大利見中國態度強硬，未敢再動。
1900年八国联军之役，東南各省互保，葉祖珪也對清廷排外做法不滿。葉祖珪率艦隊駐紮在大沽口，雖然艦隊強於聯軍第一梯隊，但是敵人強援將至，為了留住海軍種子，選擇停戰接受檢查保船。
1901年，清廷內有出售海天等5艦之議，經葉祖珪力爭，方且作罷。不久，以提督銜授溫州鎮總兵，又升廣東水師提督。
1904年，葉祖珪奏請「廣購戰艦，添招練勇，借威海衛為操演所」。清廷因命其總理南北洋海軍兼廣東水師提督，終於完成了中國南北方海軍的統一。日俄戰爭期間，俄國軍艦無視我國主權，闖入上海內港，葉祖珪毅然下令予以扣留並解除武裝。
1905年夏，葉祖珪在巡視沿海炮台及水雷營時，勞累過度又染傷寒，於上海軍中病逝，時年53歲，清廷追授振威将军，葬于福州西门梅亭群鹿山之阳。